# Oita Miyoshi Weisse Adler 2018-2019
Questa voce raccoglie le informazioni riguardanti gli Oita Miyoshi Weisse Adler nella stagione 2018-2019.

## Stagione
Gli Oita Miyoshi Weisse Adler partecipano alla stagione 2018-19 senza alcuna denominazione sponsorizzata.
Si classificano al nono posto in V.League Division 1, mentre nelle altre competizioni domestiche vengono eliminati al primo turno in Coppa dell'Imperatore e alla fase a gironi al Torneo Kurowashiki.

## Organigramma societario
Area direttiva
- Presidente: Hiroshi Miyoshi

Area tecnica
- Allenatore: Takashi Ogawa
- Assistente allenatore: Murray Pole Ndlovu, Naoto Kobayashi

## Rosa
| N° | Nome              | Ruolo | Data di nascita  | Nazionalità sportiva |
| -- | ----------------- | ----- | ---------------- | -------------------- |
| 2  | Masaki Komatsu    | P     | 4 giugno 1994    | Giappone             |
| 4  | Masaya Katsu      | S     | 12 luglio 1994   | Giappone             |
| 5  | Motoyuki Ohnishi  | C     | 29 marzo 1996    | Giappone             |
| 7  | Keisuke Matsuo    | L     | 28 luglio 1996   | Giappone             |
| 8  | Takashi Kawaguchi | C     | 22 marzo 1997    | Giappone             |
| 9  | Kazutoshi Hayashi | C     | 4 febbraio 1995  | Giappone             |
| 11 | Tomoya Tsujiguchi | L     | 16 maggio 1991   | Giappone             |
| 12 | Katsuya Ishibashi | S     | 10 ottobre 1992  | Giappone             |
| 14 | Yakan Guma        | O     | 11 dicembre 1995 | Ruanda               |
| 15 | Marck Espejo      | S     | 1º marzo 1997    | Filippine            |
| 16 | Yutaka Hamamoto   | S     | 6 luglio 1993    | Giappone             |
| 18 | Shingo Takayama   | C     | 30 maggio 1993   | Giappone             |
| 19 | Taichi Tsujiguchi | S     | 16 maggio 1991   | Giappone             |
| 22 | Ryoma Fujioka     | P     | 4 ottobre 1993   | Giappone             |
| 23 | Yuki Fujita       | C     | 11 aprile 1994   | Giappone             |
| 24 | Kouki Komeda      | S     | 14 dicembre 1993 | Giappone             |

## Statistiche

### Statistiche di squadra
| Competizione          | Punti | In casa | In casa | In casa | In trasferta | In trasferta | In trasferta | Totale | Totale | Totale |
| Competizione          | Punti | G       | V       | P       | G            | V            | P            | G      | V      | P      |
| --------------------- | ----- | ------- | ------- | ------- | ------------ | ------------ | ------------ | ------ | ------ | ------ |
| V.League Division 1   | 11    | ?       | ?       | ?       | ?            | ?            | ?            | 27     | 4      | 23     |
| Coppa dell'Imperatore | -     | -       | -       | -       | -            | -            | -            | 1      | 0      | 1      |
| Torneo Kurowashiki    | -     | -       | -       | -       | -            | -            | -            | 3      | 0      | 3      |
| Totale                | -     | ?       | ?       | ?       | ?            | ?            | ?            | 31     | 4      | 27     |

G = partite giocate; V = partite vinte; P = partite perse

### Statistiche dei giocatori
| Giocatore      | V.League Division 1 | V.League Division 1 | V.League Division 1 | V.League Division 1 | V.League Division 1 |
| Giocatore      | P                   | PT                  | AV                  | MV                  | BV                  |
| -------------- | ------------------- | ------------------- | ------------------- | ------------------- | ------------------- |
| M. Espejo      | 26                  | 330                 | 284                 | 33                  | 13                  |
| R. Fujioka     | 27                  | 27                  | 2                   | 11                  | 14                  |
| Y. Fujita      | 24                  | 103                 | 75                  | 25                  | 3                   |
| Y. Guma        | 27                  | 489                 | 467                 | 13                  | 9                   |
| Y. Hamamoto    | 27                  | 27                  | 24                  | 1                   | 2                   |
| K. Hayashi     | 26                  | 31                  | 23                  | 7                   | 1                   |
| K. Ishibashi   | 15                  | 0                   | 0                   | 0                   | 0                   |
| M. Katsu       | 27                  | 295                 | 278                 | 9                   | 8                   |
| T. Kawaguchi   | 14                  | 6                   | 5                   | 0                   | 1                   |
| M. Komatsu     | 27                  | 1                   | 0                   | 0                   | 1                   |
| K. Komeda      | 27                  | 55                  | 46                  | 7                   | 2                   |
| K. Matsuo      | 27                  | 0                   | 0                   | 0                   | 0                   |
| M. Ohnishi     | 3                   | 0                   | 0                   | 0                   | 0                   |
| S. Takayama    | 27                  | 99                  | 56                  | 35                  | 8                   |
| Ta. Tsujiguchi | 27                  | 23                  | 19                  | 1                   | 3                   |
| To. Tsujiguchi | 27                  | 0                   | 0                   | 0                   | 0                   |

P = presenze; PT = punti totali; AV = attacchi vincenti; MV = muri vincenti; BV = battute vincenti

NB: Non sono disponibili i dati relativi alla Coppa dell'Imperatore, al Torneo Kurowashiki e di conseguenza quelli totali